# Sägmühle (Trippstadt)
Die Sägmühle ist eine Annexe der Ortsgemeinde Trippstadt und als Wohnplatz ausgewiesen.

## Lage
Die Annexe befindet sich am Kottelbach, der in diesem Bereich zum Sägmühlweiher aufgestaut ist.

## Geschichte
Keimzelle des Ortes ist die namensgebende historische Sägmühle am selben Standort. Sie gehörte im Jahr 1821 der Firma Nebel und Consorten und 1833 dem Unternehmen Franz Nebel und Companie in Straßburg, das es im selben Jahr an die Gebrüder Freiherrn von Gienanth verkaufte. 1846 stellte sie ihren Betrieb ein.

## Infrastruktur
Die Annexe liegt an der Kreisstraße 51. Vor Ort befindet sich das Camping- und Freizeitzentrum Sägmühle, das umfangreiche Sport- und Freizeitaktivitäten anbietet. Die Sägmühle liegt zudem an der Route eines Wanderweges, der mit einem grün-gelben Kreuz markiert ist. Dieser verbindet den Ort unter anderem mit Bexbach, Neustadt an der Weinstraße und Ludwigshafen am Rhein.